# John W. Candler
John Wilson Candler (* 10. Februar 1828 in Boston, Massachusetts; † 16. März 1903 in Providence, Rhode Island) war ein US-amerikanischer Politiker. Zwischen 1881 und 1883 sowie nochmals von 1889 bis 1891 vertrat er den Bundesstaat Massachusetts im US-Repräsentantenhaus.

## Leben
John Candler besuchte die Marblehead Academy und die Dummer Academy in Massachusetts. Später wurde er im Handel tätig. Er unterhielt unter anderem Handelsbeziehungen mit den Ost- und Westindischen Inseln und mit Südamerika. Gleichzeitig schlug er als Mitglied der Republikanischen Partei eine politische Laufbahn ein. Im Jahr 1866 wurde er Abgeordneter im Repräsentantenhaus von Massachusetts. Candler fungierte auch als Vorsitzender der Gefängniskommission des Staates Massachusetts. Außerdem wurde er Präsident der Handelskammer von Boston und des Commercial Club of Boston.
Bei den Kongresswahlen des Jahres 1882 wurde Candler im achten Wahlbezirk von Massachusetts in das US-Repräsentantenhaus in Washington, D.C. gewählt, wo er am 4. März 1883 die Nachfolge von William Claflin antrat. Da er im Jahr 1882 nicht bestätigt wurde, konnte er bis zum 3. März 1883 zunächst nur eine Legislaturperiode im Kongress absolvieren. Bei den Wahlen des Jahres 1888 wurde Candler als Nachfolger von Edward Burnett im neunten Distrikt seines Staates erneut in den Kongress gewählt, wo er zwischen dem 4. März 1889 und dem 3. März 1891 eine weitere Legislaturperiode absolvieren konnte. Im Jahr 1890 wurde er erneut nicht wiedergewählt.
Nach dem Ende seiner Zeit im US-Repräsentantenhaus nahm John Candler seine früheren Tätigkeiten im Handel wieder auf. Im Jahr 1893 zog er sich in den Ruhestand zurück. Er starb am 16. März 1903 in Providence und wurde in Cambridge beigesetzt.